# جوان وودوارد
جوان جينيليات تريمير وودوارد (بالإنجليزية: Joanne Woodward) (من مواليد 27 فبراير 1930): هي ممثلة ومُنتجة وفاعلة خير أمريكية. اشتُهرَت بأدائها في فيلم ذا ثري فايسس أوف إيڤ (وجوه حواء الثلاثة) (1957)، التي حصلت عنه على جائزة الأوسكار لأفضل ممثلة وجائزة جولدن جلوب لأفضل ممثلة في فيلم درامي. في مهنة امتدّت على مدى ستة عقود، حصلت على أربعة ترشيحات لجوائز الأوسكار (فازت بواحدة)، وعشرة ترشيحات لجائزة غولدن غلوب (فازت بثلاث)، وأربعة ترشيحات لجائزة «بافتا» للأفلام (فازت بواحدة)، وتسع ترشيحات لجائزة إيمي برايمتايم (فازت بثلاث). هي أرملة الممثل بول نيومان.

## الجوائز
في عام 1958، فازت وودوارد بجائزة الأوسكار لأفضل ممثلة عن فيلم ذا ثري فايسس أوف إيڤ. في عام 1960، وفازت بجائزة سيلفر شِل لأفضل ممثلة في مهرجان سان سيباستيان السينمائي الدولي عن فيلم ذا فيوجيتيڤ كايند. رُشّحت لأفضل ممثلة في عام 1969 عن فيلم راشيل، راشيل، في عام 1974 عن فيلم سَمَر ويشز، وينتر دريمز، وفي عام 1991 للسيد والسيدة بريدج. حازت على جائزة أفضل ممثلة في مهرجان كان السينمائي عام 1974 عن أدائها في فيلم ذا إيفيكت أوف غاما رايز أون مان إين ذامون ماريغولدز.
فازت وودوارد بجائزتي إيمي لأفضل ممثلة رئيسة في مسلسل قصير أو فيلم تلفزيوني: سي هاو شي رانز (1978)، بلعبها دور معلمة مطلقة تدرّبت لسباق الماراثون، دو يو ريممبر لاڤ (1985)، وهي أستاذة بدأت تعاني من مرض ألزهايمر. رُشّحت خمس مرات إضافية لدورها في التلفزيون.
وودوارد أحد المشاهير في تقاليد هووليوود (ولكن ليس صحيحًا) أنها أوّل من حصل على نجمة ووك أوف فايم في هوليوود. في الواقع، أُنشِئت النجوم الأصلية البالغ عددها 1,550 نجمةً وثُبّتت كقطعة في عام 1960؛ لم يكن هناك نجمة واحدة رسميًا «أولى». النجمة الأولى التي أُنجزت بالفعل هي للمخرج ستانلي كرامر. أصل هذه الأسطورة غير معروف بشكل أكيد، ولكن وفقًا لجوني جرانت، كانت وودوارد عمدة هوليود الفخري لفترة طويلة؛ لأنها أول المشاهير الذين وافقوا على الوقوف مع نجمتها للمصورين، لذا تميّزت في خيال الجمهور على أنّها أوّل الحاصلين على الجائزة.
في عام 1994، قُدّم لها وزوجها سويةً جائزة أعظم خدمة عامة تفيد المحرومين، وهي جائزة تُمنَح سنويًا من قبل جوائز جيفرسون.

## الأعمال

### أفلام
- راشيل راشيل
- فيلادلفيا

## روابط خارجية
- جوان وودوارد على موقع IMDb (الإنجليزية)
- جوان وودوارد على موقع الموسوعة البريطانية (الإنجليزية)
- جوان وودوارد على موقع روتن توميتوز (الإنجليزية)
- جوان وودوارد على موقع مونزينجر (الألمانية)
- جوان وودوارد على موقع ألو سيني (الفرنسية)
- جوان وودوارد على موقع تيرنر كلاسيك موفيز (الإنجليزية)
- جوان وودوارد على موقع أول موفي (الإنجليزية)
- جوان وودوارد على موقع قاعدة بيانات برودواي على الإنترنت (الإنجليزية)
- جوان وودوارد على موقع قاعدة بيانات الأفلام السويدية (السويدية)
- جوان وودوارد على موقع إن إن دي بي (الإنجليزية)